# Charles Fleischer
Charles Fleischer (født 27. august 1950) er en amerikansk skuespiller og komiker. Han er kendt som stemmen bag hovedfiguren i Hvem snørede Roger Rabbit.